# Alessio Sakara
Alessio Sakara (Roma, 2 de septiembre de 1981) es un exboxeador y artista marcial mixto italiano, que actualmente compite en la división de peso semipesado. Ha competido para UFC, Bellator MMA, Jungle Fight, Cage Warriors y M-1 Global.

## Primeros años
Sakara nació en Roma el 2 de septiembre de 1981. Cuando Sakara tenía cinco años comenzó a jugar al fútbol como centrocampista. Sakara comenzó a entrenar en el boxeo a la edad de 11 años, a los 18 años comenzó a entrenar con Roberto Almeida en el Jiu-Jitsu Brasileño, y tiene un cinturón negro bajo el exveterano de UFC Marcus "Conan" Silveira. Antes de convertirse en un peleador de artes marciales mixtas, Sakara compitió como boxeador aficionado. Su apellido proviene de Saqqara, que fue una Colonia romana en Egipto.

## Carrera de artes marciales mixtas

### Ultimate Fighting Championship

#### Peso semipesado
Sakara hizo su debut en UFC 55 contra Ron Faircloth. La pelea fue declarada sin resultado debido a que Sakara recibió en la ingle una patada de Faircloth.
En su primer combate del 2006, Sakara se enfrentó a Elvis Sinosic en UFC 57. Sakara ganó la pelea por decisión unánime.
Sakara se enfrentó a Dean Lister el 27 de mayo de 2006 en UFC 60. Sakara fue sometido por Lister en la primera ronda.
El 18 de noviembre de 2006, Sakara perdió ante Drew McFedries en la primera ronda por nocaut técnico en UFC 65.
Sakara derrotó a Victor Valimaki en UFC 70 por nocaut técnico al 1:44 de la primera ronda.
En UFC 75, Sakara perdió por tercera vez en cuatro peleas, perdiendo por nocaut técnico en la primera ronda contra Houston Alexander.
Sakara se enfrentó al veterano James Lee el 19 de enero de 2008 en UFC 80. Sakara ganó la pelea por nocaut técnico en la primera ronda.

#### Baja al peso medio
Después de su victoria sobre Lee, Sakara anunció que se trasladaba a la división de peso medio.
Sakara perdió por nocaut técnico en la primera ronda contra el excampeón de peso medio de WEC Chris Leben en UFC 82.
En UFC Fight Night 15, Sakara derrotó a Joe Vedepo por KO en el primer asalto con una patada a la cabeza, lo que le valió para ganar el premio al KO de la Noche.
Sakara se enfrentó a Thales Leites el 8 de agosto de 2009 en UFC 101. Sakara ganó la pelea por decisión dividida.
El 21 de marzo, Sakara derrotó a James Irvin por nocaut técnico en UFC on Versus 1.
Sakara se enfrentó a Chris Weidman en UFC on Versus 3. Weidman derrotó a Sakara por decisión unánime.
El 14 de abril de 2012, Sakara se enfrentó a Brian Stann en UFC on Fuel TV 2. Sakara perdió la pelea por KO en la primera ronda.
Sakara se enfrentó a Patrick Côté en UFC 154. Sakara fue descalificado por golpear la nuca de Côté en repetidas ocasiones.
Sakara se enfrentó a Nicholas Musoke en UFC Fight Night 30. Musoke derrotó a Sakara por sumisión verbal.
El 18 de diciembre de 2013, Sakara fue despedido por la UFC.

### Bellator MMA
El 27 de noviembre de 2015, se anunció que Sakara había firmado con Bellator.
En su debut, el 16 de abril de 2016, Sakara se enfrentó a Brian Rogers en Bellator 152. Sakara ganó la pelea por nocaut en la segunda ronda.

## Campeonatos y logros
- Ultimate Fighting Championship
  - KO de la Noche (Una vez)

## Récord en artes marciales mixtas
| Récord profesional | Récord profesional | Récord profesional |
| 36 peleas          | 21 victorias       | 13 derrotas        |
| ------------------ | ------------------ | ------------------ |
| Nocaut             | 15                 | 6                  |
| Sumisión           | 2                  | 3                  |
| Decisión           | 4                  | 3                  |
| Empate             | 1                  | 1                  |
| Sin resultado      | 1                  | 1                  |

| Resultado     | Récord    | Oponente          | Método                              | Evento                                 | Fecha                    | Ronda | Tiempo | Localización               | Notas                                                                              |
| ------------- | --------- | ----------------- | ----------------------------------- | -------------------------------------- | ------------------------ | ----- | ------ | -------------------------- | ---------------------------------------------------------------------------------- |
| Victoria      | 21–13 (2) | Canaan Grigsby    | KO (golpe)                          | Bellator 230                           | 12 de octubre de 2019    | 1     | 0:23   | Milán                      |                                                                                    |
| Derrota       | 20–13 (2) | Kent Kauppinen    | KO (golpe)                          | Bellator 211                           | 1 de diciembre de 2018   | 1     | 1:10   | Génova                     |                                                                                    |
| Victoria      | 20–12 (2) | Jamie Sloane      | TKO (golpes)                        | Bellator 203                           | 14 de julio de 2018      | 1     | 1:19   | Roma                       |                                                                                    |
| Derrota       | 19–12 (2) | Rafael Carvalho   | KO (codazo y golpes)                | Bellator 190                           | 9 de diciembre de 2017   | 1     | 0:45   | Florencia                  | Por el Campeonato de Peso Medio de Bellator.                                       |
| Victoria      | 19–11 (2) | Joey Beltrán      | KO (golpes)                         | Bellator 168                           | 10 de diciembre de 2016  | 1     | 1:20   | Florencia                  |                                                                                    |
| Victoria      | 18–11 (2) | Brian Rogers      | KO (golpes)                         | Bellator 152                           | 16 de abril de 2016      | 2     | 2:29   | Torino                     |                                                                                    |
| Victoria      | 17–11 (2) | Dib Akil          | TKO (lesión)                        | Final Fight Championship 19            | 18 de septiembre de 2015 | 1     | 1:32   | Linz                       |                                                                                    |
| Sin resultado | 16–11 (2) | Maciej Browarski  | Sin resultado                       | Final Fight Championship 16            | 6 de diciembre de 2014   | 1     | 3:20   | Viena                      | Retorno al peso semipesado.                                                        |
| Derrota       | 16–11 (1) | Nicholas Musoke   | Sumisión verbal (armbar)            | UFC Fight Night: Machida vs. Muñoz     | 26 de octubre de 2013    | 1     | 3:07   | Mánchester                 |                                                                                    |
| Derrota       | 16–10 (1) | Patrick Côté      | Descalificación (golpes en la nuca) | UFC 154                                | 17 de noviembre de 2012  | 1     | 1:26   | Montreal                   | Sakara fue descalificado por golpear varias veces la parte posterior de la cabeza. |
| Derrota       | 16–9 (1)  | Brian Stann       | KO (golpes)                         | UFC on Fuel TV: Gustafsson vs. Silva   | 14 de abril de 2012      | 1     | 2:26   | Estocolmo                  |                                                                                    |
| Derrota       | 16–8 (1)  | Chris Weidman     | Decisión (unánime)                  | UFC Live: Sanchez vs. Kampmann         | 3 de marzo de 2011       | 3     | 5:00   | Louisville, Kentucky       |                                                                                    |
| Victoria      | 16–7 (1)  | James Irvin       | TKO (golpe)                         | UFC Live: Vera vs. Jones               | 21 de marzo de 2010      | 1     | 3:01   | Broomfield, Colorado       |                                                                                    |
| Victoria      | 15–7 (1)  | Thales Leites     | Decisión (dividida)                 | UFC 101                                | 8 de agosto de 2009      | 3     | 5:00   | Philadelphia, Pennsylvania |                                                                                    |
| Victoria      | 14–7 (1)  | Joe Vedepo        | KO (patada a la cabeza)             | UFC Fight Night: Diaz vs. Neer         | 17 de septiembre de 2008 | 1     | 1:27   | Omaha, Nebraska            | KO de la Noche.                                                                    |
| Derrota       | 13–7 (1)  | Chris Leben       | KO (golpes)                         | UFC 82                                 | 1 de marzo de 2008       | 1     | 3:16   | Columbus, Ohio             | Debut en peso medio.                                                               |
| Victoria      | 13–6 (1)  | James Lee         | TKO (golpes)                        | UFC 80                                 | 19 de enero de 2008      | 1     | 1:30   | Newcastle                  |                                                                                    |
| Derrota       | 12–6 (1)  | Houston Alexander | TKO (rodillazo y golpes)            | UFC 75                                 | 8 de septiembre de 2007  | 1     | 1:01   | Londres                    |                                                                                    |
| Victoria      | 12–5 (1)  | Victor Valimaki   | TKO (golpes)                        | UFC 70                                 | 21 de abril de 2007      | 1     | 1:44   | Mánchester                 |                                                                                    |
| Derrota       | 11–5 (1)  | Drew McFedries    | TKO (golpes)                        | UFC 65                                 | 18 de noviembre de 2006  | 1     | 4:07   | Sacramento, California     |                                                                                    |
| Derrota       | 11–4 (1)  | Dean Lister       | Sumisión (triangle choke)           | UFC 60                                 | 27 de mayo de 2006       | 1     | 1:20   | Los Ángeles, California    |                                                                                    |
| Victoria      | 11–3 (1)  | Elvis Sinosic     | Decisión (unánime)                  | UFC 57                                 | 4 de febrero de 2006     | 3     | 5:00   | Las Vegas, Nevada          |                                                                                    |
| Sin resultado | 10–3 (1)  | Ron Faircloth     | Sin resultado                       | UFC 55                                 | 7 de octubre de 2005     | 2     | 0:10   | Uncasville, Connecticut    | Sakara dio una patada en la ingle.                                                 |
| Victoria      | 10–3      | Frank Amaugou     | Decisión (unánime)                  | King of the Ring                       | 19 de febrero de 2005    |       |        | Milán                      |                                                                                    |
| Victoria      | 9–3       | Tihamer Brunner   | TKO (golpes)                        | Ring Fight                             | 20 de noviembre de 2004  |       |        | Bergamo                    |                                                                                    |
| Derrota       | 8–3       | Assuerio Silva    | Decisión (unánime)                  | Jungle Fight 3                         | 23 de octubre de 2004    | 3     | 5:00   | Manaus                     |                                                                                    |
| Victoria      | 8–2       | Eduardo Maiorino  | KO                                  | Real Fight 1                           | 30 de julio de 2004      | 1     | 0:30   | Río de Janeiro             |                                                                                    |
| Victoria      | 7–2       | Yeon Jung         | KO (golpe)                          | WXF: X-Impact World Championships 2003 | 3 de diciembre de 2003   | 1     | 2:02   | Seúl                       |                                                                                    |
| Victoria      | 6–2       | Rafael Tatu       | TKO (parada médica)                 | Meca World Vale Tudo 9                 | 1 de agosto de 2003      | 2     | 4:18   | Río de Janeiro             |                                                                                    |
| Victoria      | 5–2       | Damien Riccio     | Decisión (unánime)                  | Martial Arts Day                       | 11 de mayo de 2003       | 2     | 6:00   | Roma                       |                                                                                    |
| Victoria      | 4–2       | David Mortelette  | TKO (golpes)                        | Resa dei Conti 6                       | 20 de diciembre de 2002  | 1     | 1:12   | Livorno                    |                                                                                    |
| Derrota       | 3–2       | Roman Zentsov     | Decisión (unánime)                  | M-1 MFC: Russia vs. the World 4        | 15 de noviembre de 2002  | 2     | 5:00   | San Petersburgo            |                                                                                    |
| Derrota       | 3–1       | Simon Holmes      | Sumisión (rear-naked choke)         | Cage Warriors FC 1                     | 27 de julio de 2002      | 1     | 4:50   | Londres                    |                                                                                    |
| Victoria      | 3–0       | Adam Woolmer      | Sumisión (kimura)                   | Cage Warriors FC 1                     | 27 de julio de 2002      | 1     | 1:27   | Londres                    |                                                                                    |
| Victoria      | 2–0       | Mastioli Mastioli | Sumisión (armbar)                   | Fight Night                            | 21 de junio de 2002      | 1     | 0:20   | Pomezia                    |                                                                                    |
| Victoria      | 1–0       | Di Clementi       | KO                                  | Fight Night                            | 21 de junio de 2002      | 1     | 0:13   | Pomezia                    |                                                                                    |